# Pycnothera ixorae
Pycnothera ixorae är en svampart som beskrevs av Punith. & Manohar. 1979. Pycnothera ixorae ingår i släktet Pycnothera, divisionen sporsäcksvampar och riket svampar.   Inga underarter finns listade i Catalogue of Life.